# Catostylus tripterus
Catostylus tripterus is een schijfkwal uit de familie Catostylidae. De kwal komt uit het geslacht Catostylus. Catostylus tripterus werd in 1880 voor het eerst wetenschappelijk beschreven door Haeckel. 